# Cottle

Condado de Nicholas en Virginia Occidental

Cottle Es un Área no incorporada en el condado de Nicholas, en el nordeste de Virginia Occidental, Estados Unidos. La ciudad está localizada a lo largo de Ruta de Virginia Occidental 20 en el pie de la montaña Cottle Knob en el área cercana a Fire Tower Road.